# Refuge de la Valette
Le refuge de la Valette est un refuge français situé sur la commune de Pralognan-la-Vanoise et une étape sur le Tour des Glaciers de la Vanoise.
Depuis le refuge la vue est dégagée vers la Grande Casse (3 855 m, point culminant de la Savoie), le Grand Bec et les aiguilles de Péclet et Péclet.

## Histoire

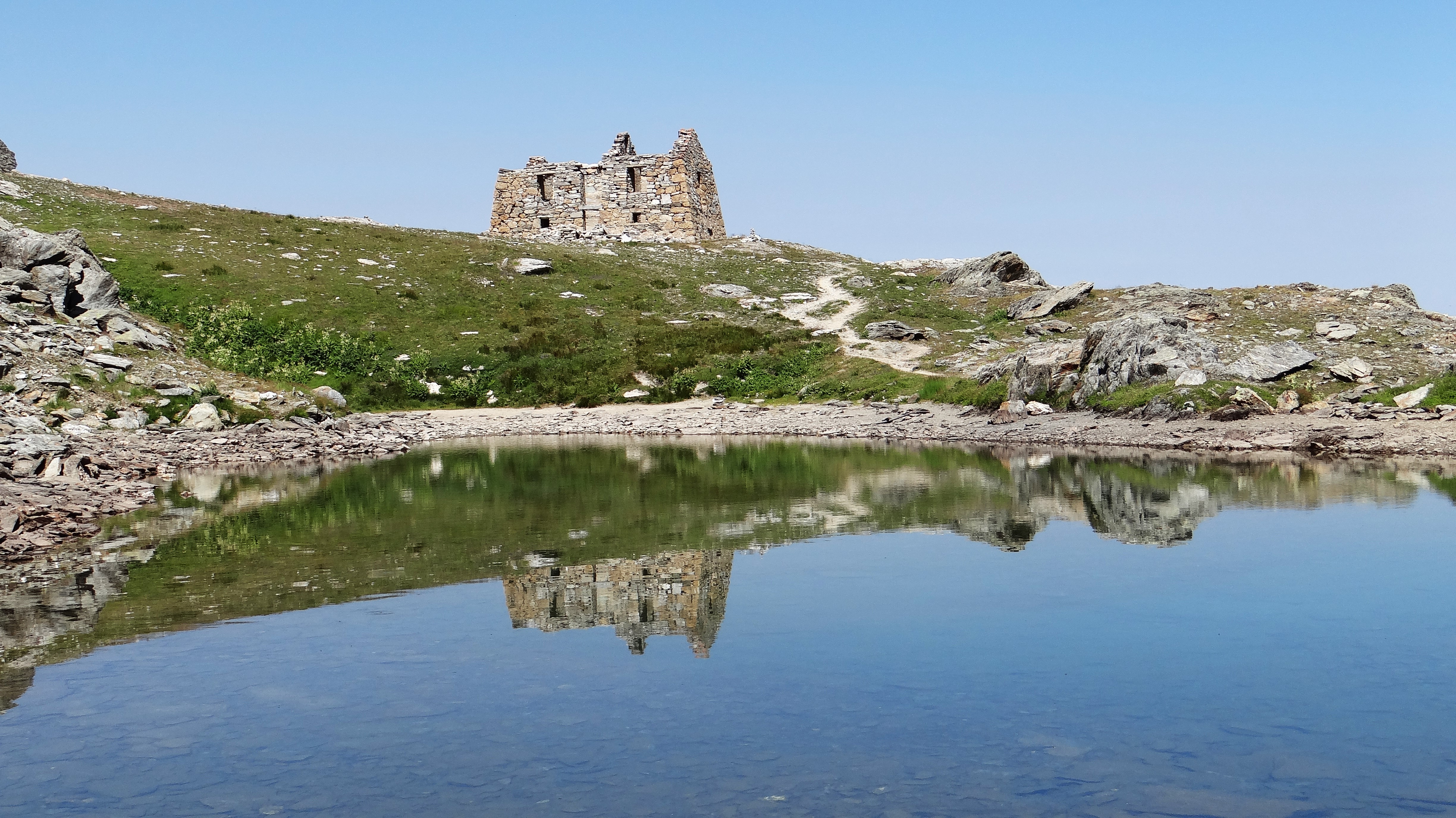
Ruines de l'ancien refuge de la Valette.

Le premier refuge sur le site a été construit en 1897, il se nommait le refuge des Lacs (car bordé par deux lacs). Mais lors de son premier hiver, une forte tempête arrache son toit ; la réouverture se fait en 1900, sa dernière année d'utilisation étant 1924.
Le nouveau refuge a commencé à être construit en 1973 puis deux nouveaux bâtiments ont été ajoutés en 1985. Enfin de nouvelles extensions sont apparues en 2012 et 2018. L'ancien refuge est toujours visible un peu plus haut sur le roc de la Valette.
Avant le refuge des Lacs, le refuge des Nants était déclaré en service le 22 juillet 1883. Celui-ci était situé vers 2 500 m dans le vallon des Nants, vite constaté humide. Détruit par la neige en 1898, remis en état, il est encore gardé en 1905, en ruine en 1912, sur le sentier d'accès au refuge des Lacs, mieux situé dès 1897.

## Accès
Trois accès sont possibles :
- soit par le chalet des Nants (depuis le hameau des « Prioux » à 1 710 m d'altitude, accès le plus rapide) ;
- soit par le pas de l'Âne et le col du Tambour (au départ du centre de Pralognan-la-Vanoise) ;
- soit par le col du Grand Marchet, c'est le sentier des Cirques (depuis le parking des Fontanettes à Pralognan-la-Vanoise).

## Ascensions
Le refuge offre un accès privilégié aux courses alpines sur les dômes de la Vanoise dont le dôme des Sonnailles (3 361 m) et le dôme de Chasseforêt (3 586 m). Il offre également une halte aux randonneurs qui font le Tour des Glaciers de la Vanoise.

## Particularités
Le refuge est constitué de trois petits chalets distincts. Le premier comprend la salle à manger et la cuisine, le second accueille les parties techniques et le couchage des professionnels (gardiens et agents du parc) et le dernier constitue les dortoirs pour les randonneurs.

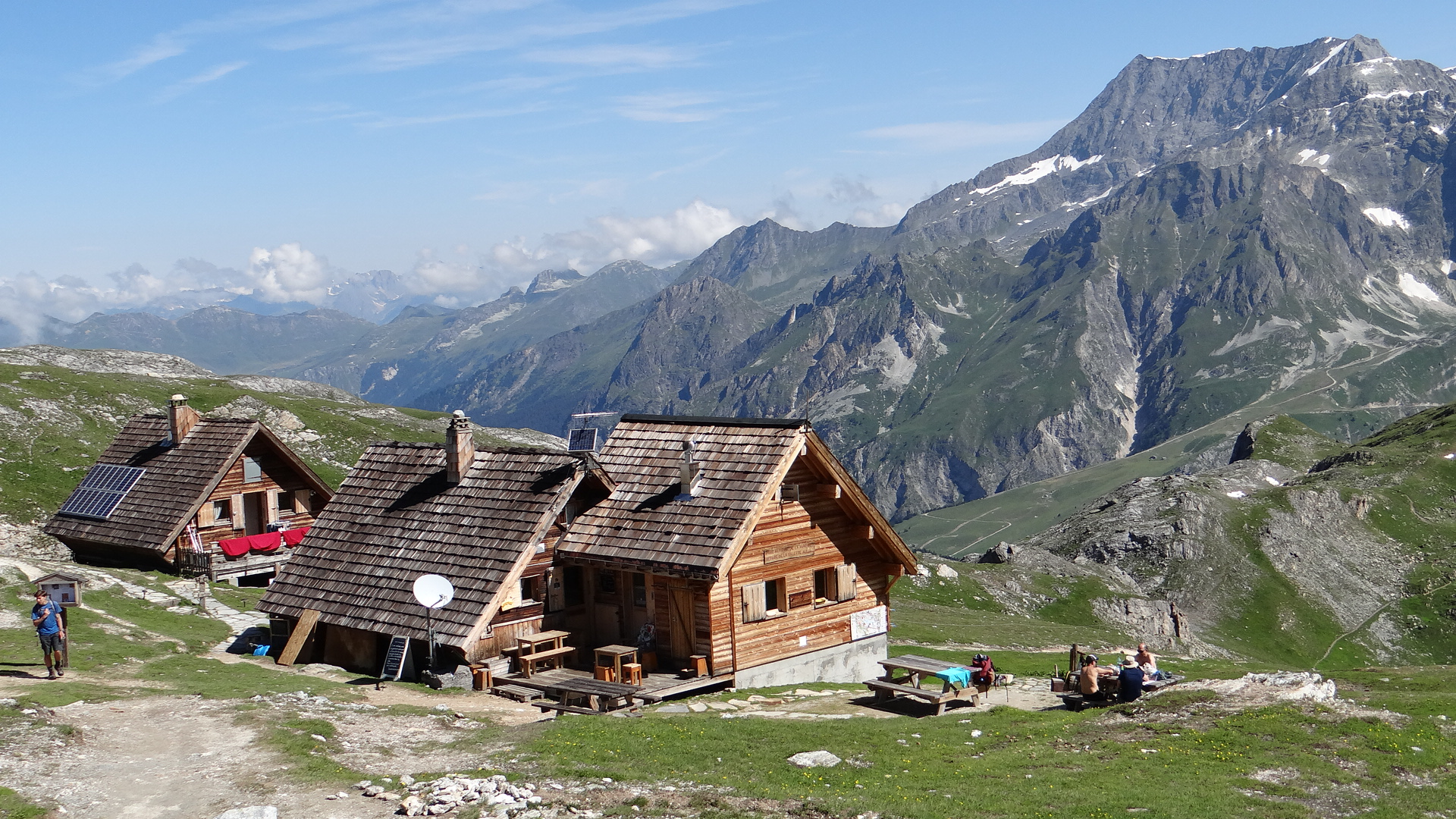
Refuge sur fond de Grand Bec.
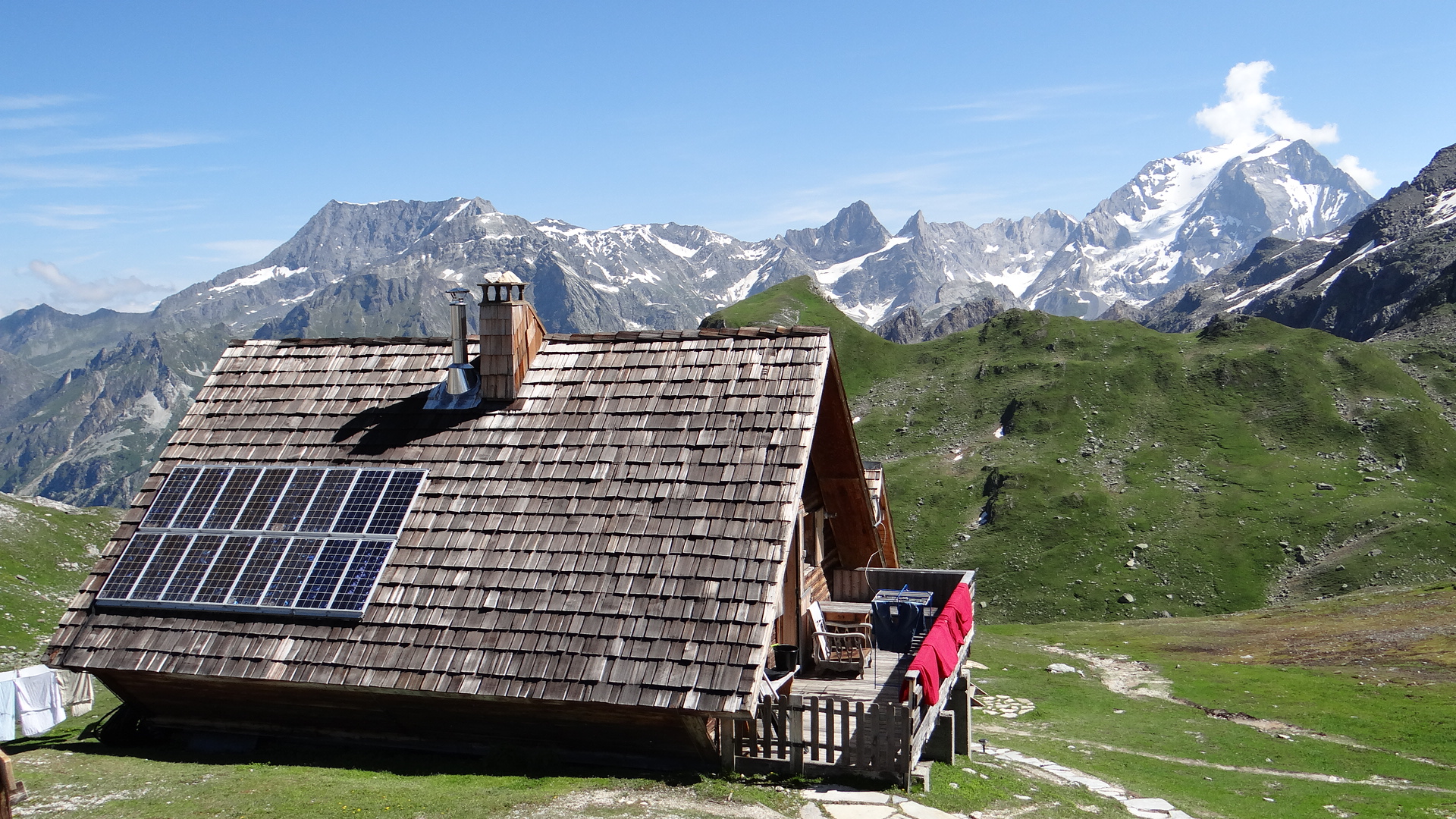
Refuge sur fond de Grand Bec et Grande Casse.
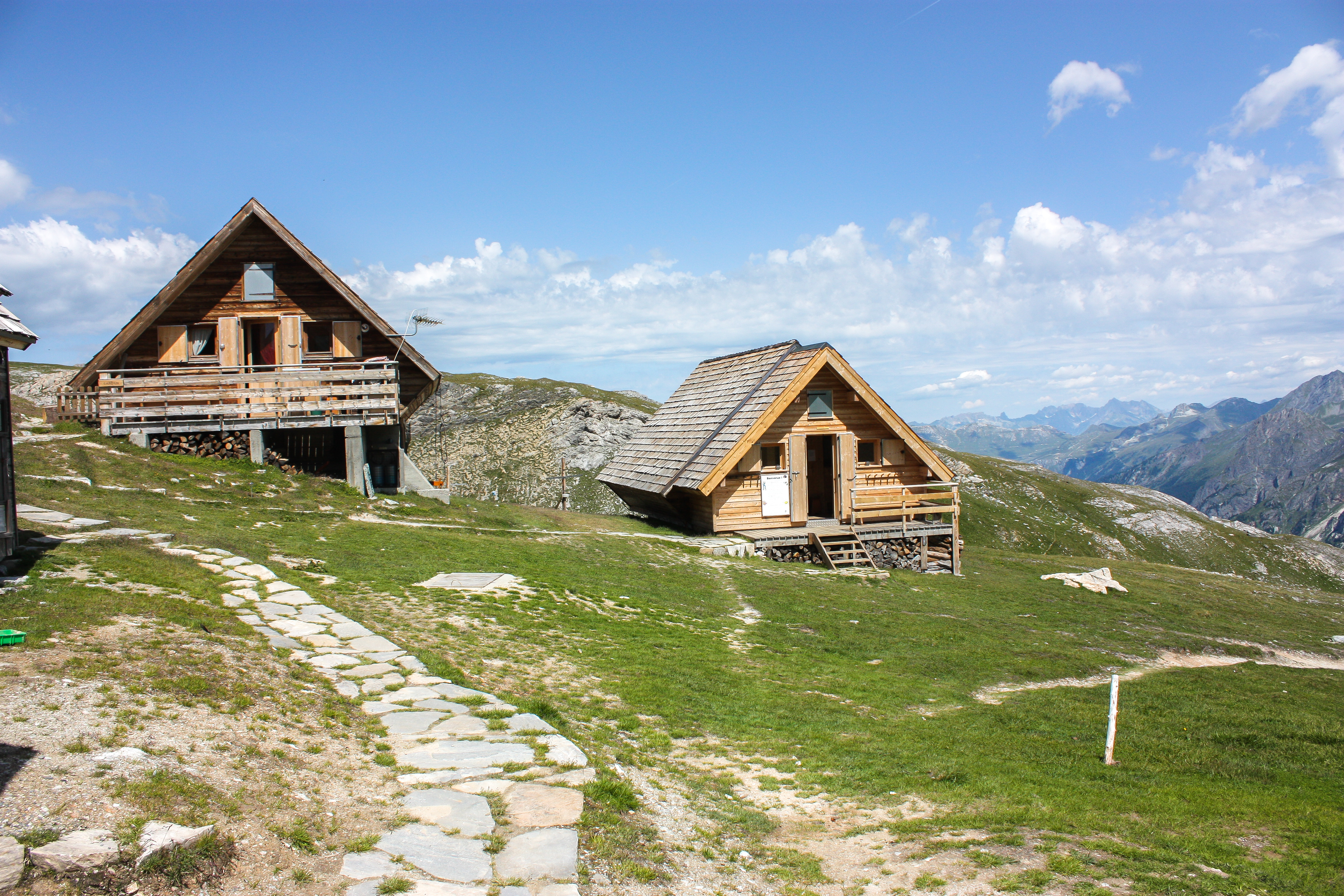
Deux des trois bâtiments.
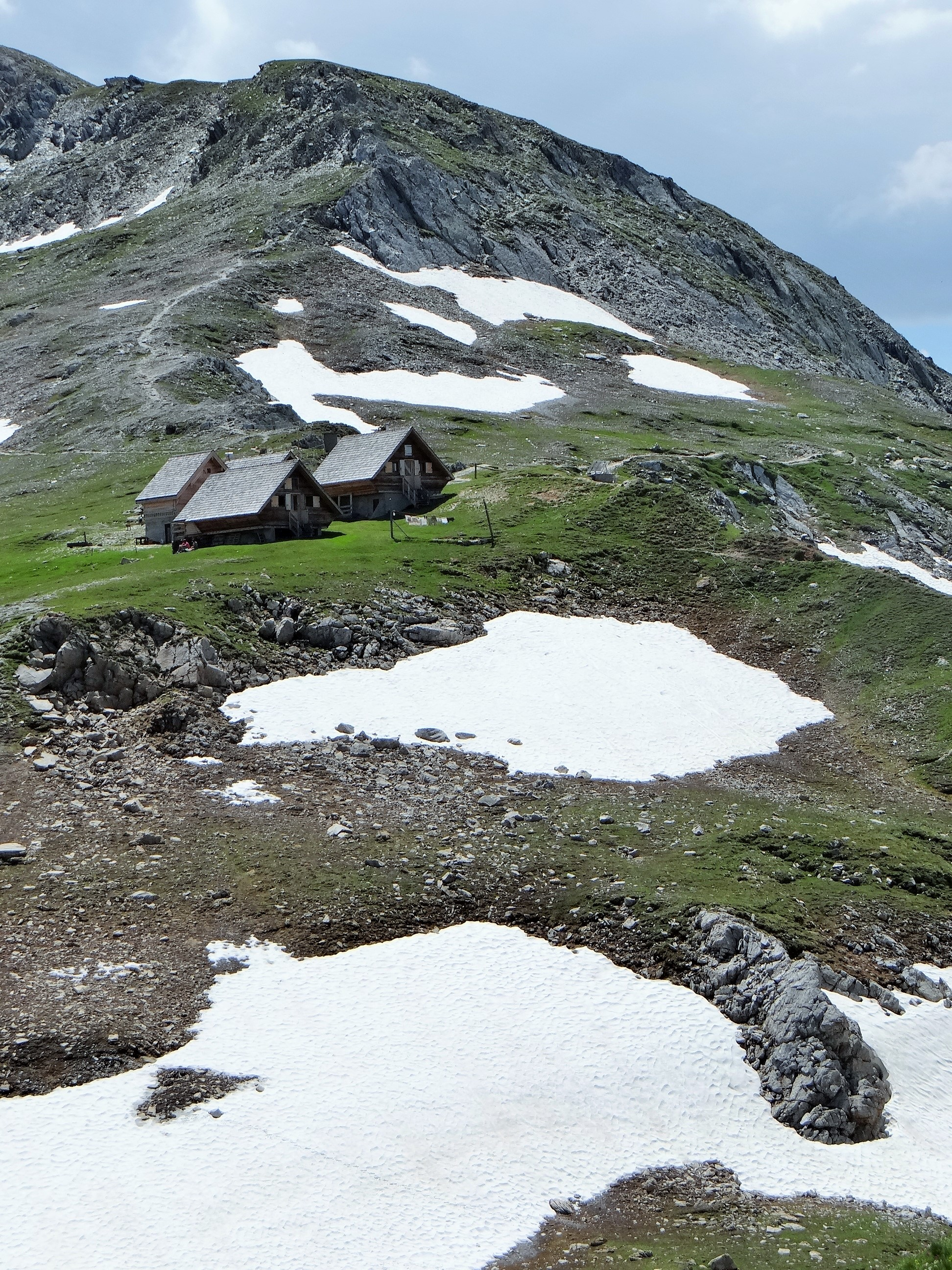
Refuge.
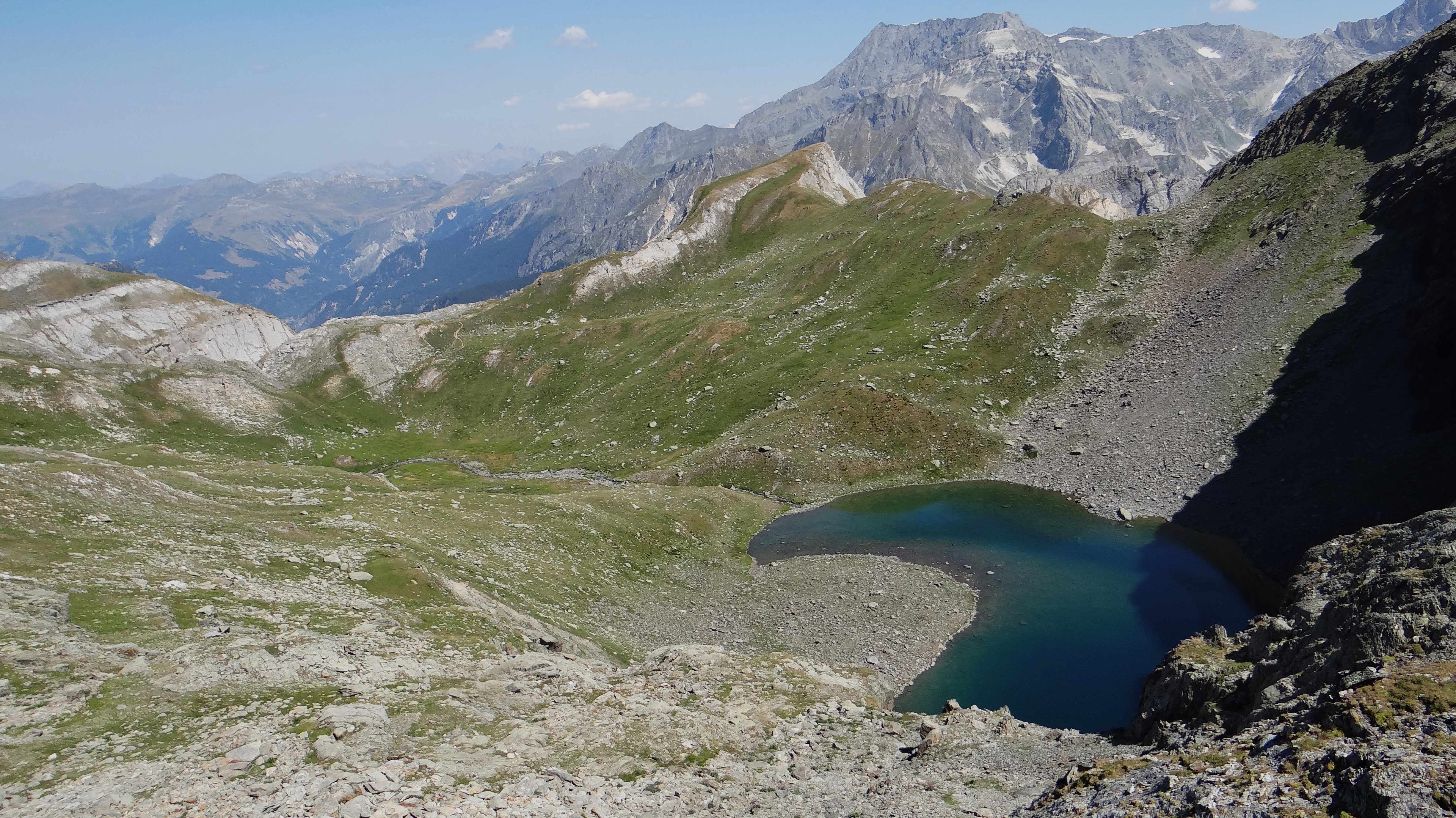
Lac de la Valette en contrebas du refuge.
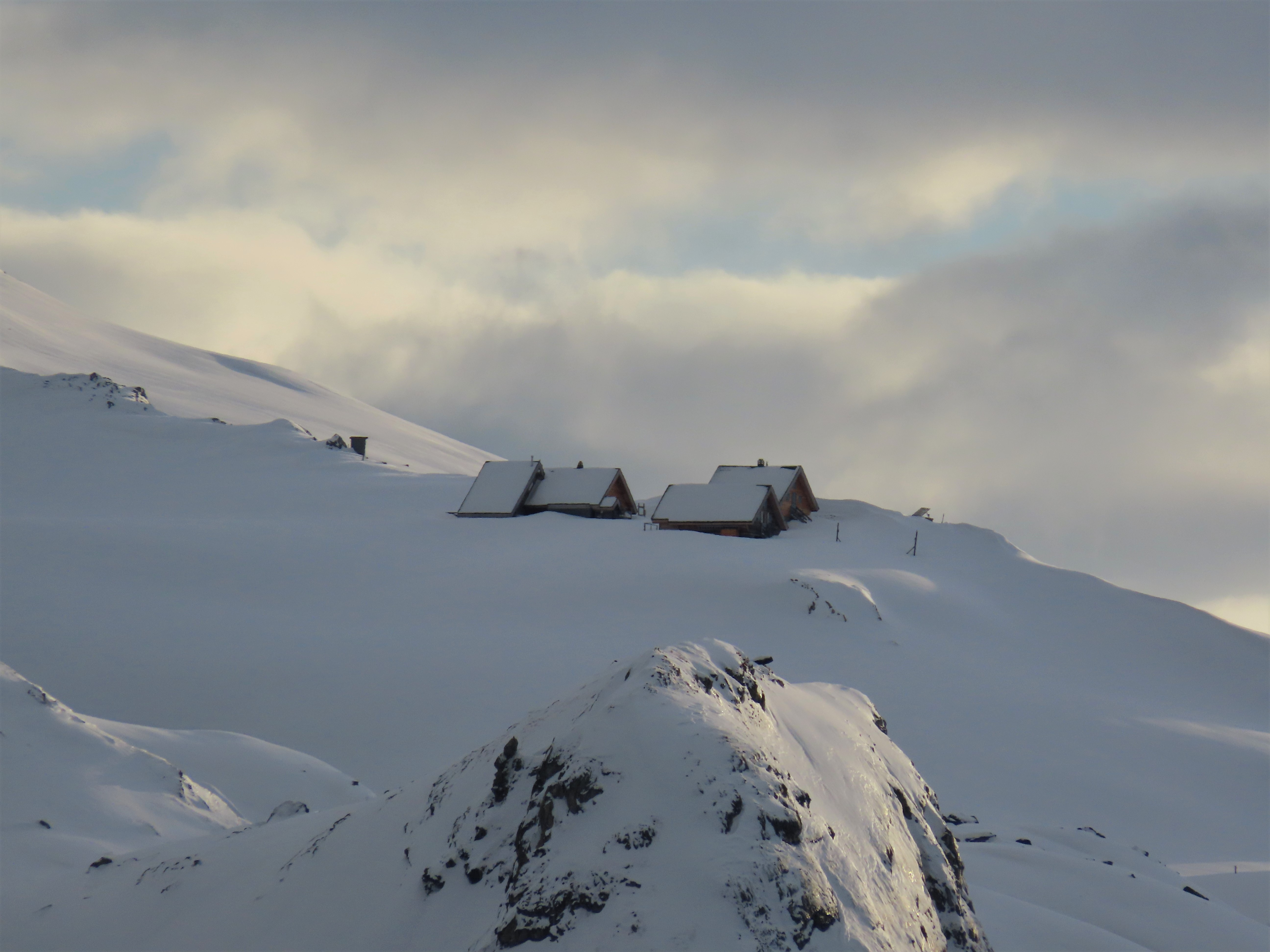
Le refuge en hiver vu depuis les hauteurs du mont Bochor au nord.